# Yngve Hallgren
Yngve Hallgren, född den 26 mars 1896 i Hudiksvall, död den 6 november 1966 i Gnesta, var en svensk militär.
Hallgren blev fänrik vid Upplands artilleriregemente 1916 och löjtnant där 1920. Han genomgick Krigshögskolan 1928–1929. Hallgren blev kapten vid Svea artilleriregemente 1928, vid generalstaben 1934 och major i generalstabskåren 1937. Han var stabschef vid Östra brigaden 1935–1937 och vid III. arméfördelningen 1937–1939.  Hallgren blev major vid Wendes artilleriregemente 1939 och överstelöjtnant vid Norrlands artilleriregemente 1941. Han befordrades till överste 1950 och var befälhavare i Umeå-Storumans försvarsområde 1949–1956. Hallgren blev riddare av Svärdsorden 1937 och av Vasaorden 1940 samt kommendör av Svärdsorden 1956.